# Miłość Carmen
Miłość Carmen (ang. The Loves of Carmen) – amerykański film z 1948 roku w reżyserii Charlesa Vidora. Adaptacja noweli Prospera Mériméego pt. Carmen oraz opery o tym samym tytule.

## Obsada
- Rita Hayworth - Carmen (śpiew: Anita Ellis)
- Glenn Ford - Don José
- Ron Randell - Andrés
- Victor Jory -  García
- Luther Adler - Dancaire
- Arnold Moss - Colonel
- Joseph Buloff - Remendado
- Margaret Wycherly - Old Crone
- Bernard Nedell - Pablo
- John Baragrey - Lucas

## Nagrody i nominacje
| Nazwa nagrody | Wygrane            | Nominacje                                                 |
| ------------- | ------------------ | --------------------------------------------------------- |
| Oscar         | 1949 bez rezultatu | 1949 Najlepsze zdjęcia - filmy kolorowe William E. Snyder |